# Cheyletiella yasguri
Cheyletiella yasguri är en spindeldjursart som beskrevs av Frank Jason Smiley 1965. Cheyletiella yasguri ingår i släktet Cheyletiella och familjen Cheyletidae. Inga underarter finns listade i Catalogue of Life.